# Libros del K.O.
Llibres del KO és una editorial espanyola fundada el 2011 a Madrid especialitzada en crònica periodística. Els seus socis originaris són Álvaro Llorca Zabala, Guillermo López Linares i Emilio Sánchez Mediavilla; més tard es van unir Alberto Sáez Silvestre i Javier Lafuente.

## Línia editorial
Amb l'objectiu de "recuperar el llibre com a format periodístic", i traient uns 10 títols a l'any, han publicat obres de periodistes espanyols històrics com Julio Camba (Maneras de ser periodista, recopilatori d'articles de 2013) i Josep Pla (Madrid, 1921. Un Dietario, en 2013), i de contemporanis com Samantha Villar (Nadie avisa a una puta, sobre la prostitució el 2016), Ramón Lobo (El autoestopista de Grozni (y otras historias de fútbol y guerra), el 2012) o Enric González (Una cuestión de fe, en 2012).
En les seves publicacions de periodisme narratiu es pot trobar crònica periodística, recerca, crònica esportiva, perfils, obituaris i autobiografies. Un dels llibres que més repercussió ha tingut és Fariña: Historias e indiscreciones del narcotráfico en Galicia (2015), una crònica històrica del periodista de recerca Nacho Carretero, i per l'èxit de la qual Antena 3 va adquirir els seus drets per a convertir la història en una sèrie de televisió.
Durant la Fira del Llibre de Madrid de 2017, van rebre en la seva caseta 315 la visita dels reis d'Espanya i la reina Letizia es va fixar en un dels seus llibres Una historia personal, l'autobiografia de Katharine Graham, editora entre 1963 i 2001 del diari The Washington Post, del qual va dir haver-lo llegit.

### Patrocinis
L'editorial patrocina a un equip de bàsquet femení, l'Unió Bàsquet Villalba.

## Segrest judicial deFariña
El 14 de febrer de 2018, quan Fariña ja estava en la seva desena edició, una jutgessa de Collado Villalba (Madrid), Alejandra Fontana, va ordenar el segrest cautelar del llibre a petició de José Alfredo Bea Gondar, exalcalde del municipi gallec El Grove, que al gener va demandar a l'autor i a l'editorial per una suposada vulneració del seu dret a l'honor. Aquesta acció de la jutgessa, definida per molts mitjans com a mesura de censura, va provocar el conegut com a 'efecte Streisand' fent que el llibre fos adquirit de manera massiva en llibreries i des de plataformes online com Amazon o de venda de segona mà a preus desorbitats.
Quatre mesos després, el 22 de juny de 2018, la Secció Vintena de l'Audiència Provincial de Madrid va revocar el segrest de Fariña per considerar-ho desproporcionat i va condemnar al demandant a pagar les costes del procés. Amb aquesta sentència, l'editorial va poder reactivar la seva venda i les traduccions a gallec i català que tenien pendents. El juny de 2020, Bea Gondar va ser condemnat per l'Audiència Provincial de Madrid a indemnitzar a Llibres del KO i a l'autor de Fariña, el periodista Nacho Carretero.

## Reconeixements
Al febrer de 2020, Librotea, la web de recomanacions de llibres d'El País, va celebrar la primera edició dels seus premis i va reconèixer a Libros del KO en la categoria Talent. Les altres guardonades van ser les editorials Cavall de Troia i Anagrama, a les quals reconeixia la seva labor editorial.